# Persone di nome Robert/Registi
| Questa pagina contiene informazioni ricavate automaticamente dalle voci biografiche con l'ausilio del template Bio e di un bot. L'aggiornamento è periodico e automatico e ricostruisce completamente la pagina. Se manca una persona in questa lista, sei pregato di non aggiungerla, ma accertati piuttosto che la sua voce biografica contenga il template Bio e che i dati anagrafici siano correttamente compilati. Se il template Bio manca, inseriscilo tu stesso o, in alternativa, metti l'avviso {{tmp\|Bio}} che ne segnala la mancanza. Se i dati riportati sono sbagliati, correggi direttamente la voce biografica; le modifiche saranno visibili in questa lista entro pochi giorni. Per chiarimenti vedi il progetto antroponimi. La lista contiene solo le 88 persone che sono citate nell'enciclopedia e per le quali è stato implementato correttamente il template Bio. Pagina aggiornata al 23 mag 2025. |

Questa è una lista di persone presenti nell'enciclopedia che hanno il nome Robert e sono registi.

## A(2)
- Robert Aldrich, regista, sceneggiatore e produttore cinematografico statunitense (Cranston, n. 1918 - Los Angeles, † 1983)
- Robert Altman, regista e sceneggiatore statunitense (Kansas City, n. 1925 - Los Angeles, † 2006)

## B(8)
- Robert Benton, regista e sceneggiatore statunitense (Waxahachie, n. 1932 - New York, † 2025)
- Robert Berlinger, regista statunitense (New York, n. 1958)
- Robert Bibal, regista e sceneggiatore francese (X arrondissement di Parigi, n. 1900 - X arrondissement di Parigi, † 1973)
- Robert N. Bradbury, regista e sceneggiatore statunitense (Walla Walla, n. 1886 - Glendale, † 1949)
- Robert Breer, regista statunitense (Detroit, n. 1926 - Tucson, † 2011)
- Robert Bresson, regista e sceneggiatore francese (Bromont-Lamothe, n. 1907 - Droue-sur-Drouette, † 1999)
- Robert Broadwell, regista statunitense (n. 1878 - Los Angeles, † 1947)
- Robert Butler, regista statunitense (Los Angeles, n. 1927 - Los Angeles, † 2023)

## C(5)
- Robert Carsen, regista canadese (Toronto, n. 1954)
- Robert Clampett, regista e animatore statunitense (San Diego, n. 1913 - Detroit, † 1984)
- Robert Clouse, regista e sceneggiatore statunitense (Denison, n. 1928 - Ashland, † 1997)
- Rob Cohen, regista, sceneggiatore e produttore cinematografico statunitense (Cornwall, n. 1949)
- Robert Cuffley, regista e sceneggiatore canadese

## D(4)
- Robert Day, regista e sceneggiatore britannico (Richmond, n. 1922 - Bainbridge Island, † 2017)
- Jonathan Demme, regista, produttore cinematografico e produttore televisivo statunitense (Baldwin, n. 1944 - New York, † 2017)
- Robert Dornhelm, regista austriaco (Timișoara, n. 1947)
- Robert Drew, regista statunitense (Toledo, n. 1924 - Sharon, † 2014)

## E(4)
- Robert Eggers, regista, sceneggiatore e produttore cinematografico statunitense (New York, n. 1983)
- Robert Englund, regista, attore e doppiatore statunitense (Glendale, n. 1947)
- Robert Ensminger, regista e attore statunitense (Kansas, n. 1885 - † 1923)
- Rob Epstein, regista statunitense (New Jersey, n. 1955)

## F(2)
- Robert J. Flaherty, regista statunitense (Iron Mountain, n. 1884 - Dummerston, † 1951)
- Robert Fuest, regista, sceneggiatore e scenografo inglese (Londra, n. 1927 - Londra, † 2012)

## G(3)
- Bobs Gannaway, regista, sceneggiatore e animatore statunitense (Tulsa, n. 1965)
- Bob Giraldi, regista, sceneggiatore e produttore cinematografico statunitense (Paterson, n. 1939)
- Robert Guédiguian, regista, sceneggiatore e produttore cinematografico francese (Marsiglia, n. 1953)

## H(7)
- Robert Hales, regista inglese
- Robert Hamer, regista e sceneggiatore britannico (Kidderminster, n. 1911 - Londra, † 1963)
- Robert Harmon, regista statunitense (n. 1953)
- Scott Hicks, regista britannico (Uganda, n. 1953)
- Robert F. Hill, regista cinematografico, sceneggiatore e attore canadese (Port Rowan, n. 1886 - Los Angeles, † 1966)
- Robert Hiltzik, regista, sceneggiatore e produttore cinematografico statunitense
- Robert Houston, regista e attore statunitense (California, n. 1955)

## I(1)
- Robert Iscove, regista, coreografo e produttore televisivo canadese (Toronto, n. 1947)

## K(5)
- Robert Kechichian, regista, attore e sceneggiatore francese
- Bob Keen, regista, truccatore e effettista britannico (Regno Unito, n. 1960)
- Robert P. Kerr, regista, attore e sceneggiatore statunitense (Burlington, n. 1892 - Porterville, † 1960)
- Robert Kramer, regista, sceneggiatore e attore statunitense (New York, n. 1939 - Rouen, † 1999)
- Robert Kurtzman, regista e produttore cinematografico statunitense (Crestline, n. 1964)

## L(6)
- Robert Lapoujade, regista, pittore e scrittore francese (Montauban, n. 1921 - Bellot, † 1993)
- Robert Z. Leonard, regista, attore e produttore cinematografico statunitense (Chicago, n. 1889 - Beverly Hills, † 1968)
- Rob Letterman, regista statunitense (Honolulu, n. 1970)
- Robert Michael Lewis, regista e produttore cinematografico statunitense (New York, n. 1934)
- Robert Lieberman, regista statunitense (Buffalo, n. 1947 - Los Angeles, † 2023)
- Robert Luketic, regista australiano (Sydney, n. 1973)

## M(9)
- Robert Aleksandrovič Majman, regista cinematografico sovietico (San Pietroburgo, n. 1903 - Leningrado, † 1988)
- Robert Markowitz, regista televisivo statunitense (Irvington, n. 1935)
- Robert F. McGowan, regista e produttore cinematografico statunitense (Denver, n. 1882 - Santa Monica, † 1955)
- Robert A. McGowan, regista e sceneggiatore statunitense (Denver, n. 1901 - Los Angeles, † 1955)
- Robert McKimson, regista e animatore statunitense (Denver, n. 1910 - Burbank, † 1977)
- Robert Ellis Miller, regista e attore teatrale statunitense (New York, n. 1927 - Los Angeles, † 2017)
- Rob Minkoff, regista statunitense (Palo Alto, n. 1962)
- Robert Moore, regista statunitense (Detroit, n. 1927 - New York City, † 1984)
- Robert Mulligan, regista statunitense (New York, n. 1925 - Lyme, † 2008)

## P(3)
- Robert Parrish, regista, montatore e attore statunitense (Columbus, n. 1916 - Southampton, † 1995)
- Robert William Paul, regista, ingegnere e inventore inglese (Londra, n. 1869 - Londra, † 1943)
- Bob Persichetti, regista, sceneggiatore e animatore statunitense (San Diego, n. 1970)

## R(7)
- Bob Rafelson, regista, produttore cinematografico e sceneggiatore statunitense (New York, n. 1933 - Aspen, † 2022)
- Rob Reiner, regista, attore e produttore cinematografico statunitense (New York, n. 1947)
- Robert Reinert, regista e sceneggiatore austriaco (Vienna, n. 1872 - Berlino, † 1928)
- Robert Rodriguez, regista, sceneggiatore e produttore cinematografico statunitense (San Antonio, n. 1968)
- Robert Ross, regista statunitense (n. 1889 - † 1943)
- Robert Rossen, regista, sceneggiatore e produttore cinematografico statunitense (New York, n. 1908 - Hollywood, † 1966)
- Bobby Roth, regista, sceneggiatore e produttore cinematografico statunitense (Los Angeles, n. 1950)

## S(9)
- Robert Scheerer, regista televisivo statunitense (Santa Barbara, n. 1928 - Los Angeles, † 2018)
- Rob Schmidt, regista statunitense (Splippery Rock, n. 1965)
- Robert Allen Schnitzer, regista, sceneggiatore e produttore cinematografico statunitense
- Robert Schwentke, regista tedesco (Stoccarda, n. 1968)
- Robert Siodmak, regista e sceneggiatore tedesco (Dresda, n. 1900 - Locarno, † 1973)
- R.G. Springsteen, regista statunitense (Tacoma, n. 1904 - Los Angeles, † 1989)
- Robert Adolf Stemmle, regista, sceneggiatore e attore tedesco (Magdeburgo, n. 1903 - Baden-Baden, † 1974)
- Robert Stevens, regista statunitense (New York, n. 1920 - Westport, † 1989)
- Robert Stevenson, regista, sceneggiatore e produttore cinematografico britannico (Buxton, n. 1905 - Santa Barbara, † 1986)

## T(1)
- Robert Thornby, regista, attore e sceneggiatore statunitense (New York, n. 1888 - Los Angeles, † 1953)

## V(2)
- Robert Vernay, regista e sceneggiatore francese (Parigi, n. 1907 - Parigi, † 1979)
- Robert Vince, regista, produttore cinematografico e sceneggiatore canadese (Vancouver, n. 1962)

## W(6)
- Robert D. Webb, regista statunitense (Clay City, n. 1903 - Newport Beach, † 1990)
- Robert B. Weide, regista, sceneggiatore e produttore cinematografico statunitense (New York, n. 1959)
- Robert K. Weiss, regista, produttore cinematografico e sceneggiatore statunitense
- Robert Wiene, regista, sceneggiatore e produttore cinematografico tedesco (Breslavia, n. 1873 - Parigi, † 1938)
- Michael Winner, regista, sceneggiatore e produttore cinematografico britannico (Londra, n. 1935 - Londra, † 2013)
- Robert Wise, regista, montatore e produttore cinematografico statunitense (Winchester, n. 1914 - Los Angeles, † 2005)

## Y(3)
- Robert M. Young, regista, sceneggiatore e direttore della fotografia statunitense (New York, n. 1924 - Los Angeles, † 2024)
- Robert Young, regista, sceneggiatore e produttore cinematografico inglese (Cheltenham, n. 1933)
- Robert Youngson, regista e produttore cinematografico statunitense (Brooklyn, n. 1917 - New York, † 1974)

## Z(1)
- Robert Zemeckis, regista, sceneggiatore e produttore cinematografico statunitense (Chicago, n. 1952)